# Provincia de Oriente (Tolima)
La provincia de Oriente es una de las seis regiones en que se subdivide el departamento colombiano del Tolima; está conformada por los siguientes municipios:
- Carmen de Apicalá
- Cunday
- Icononzo
- Melgar
- Villarrica